# Rosolina

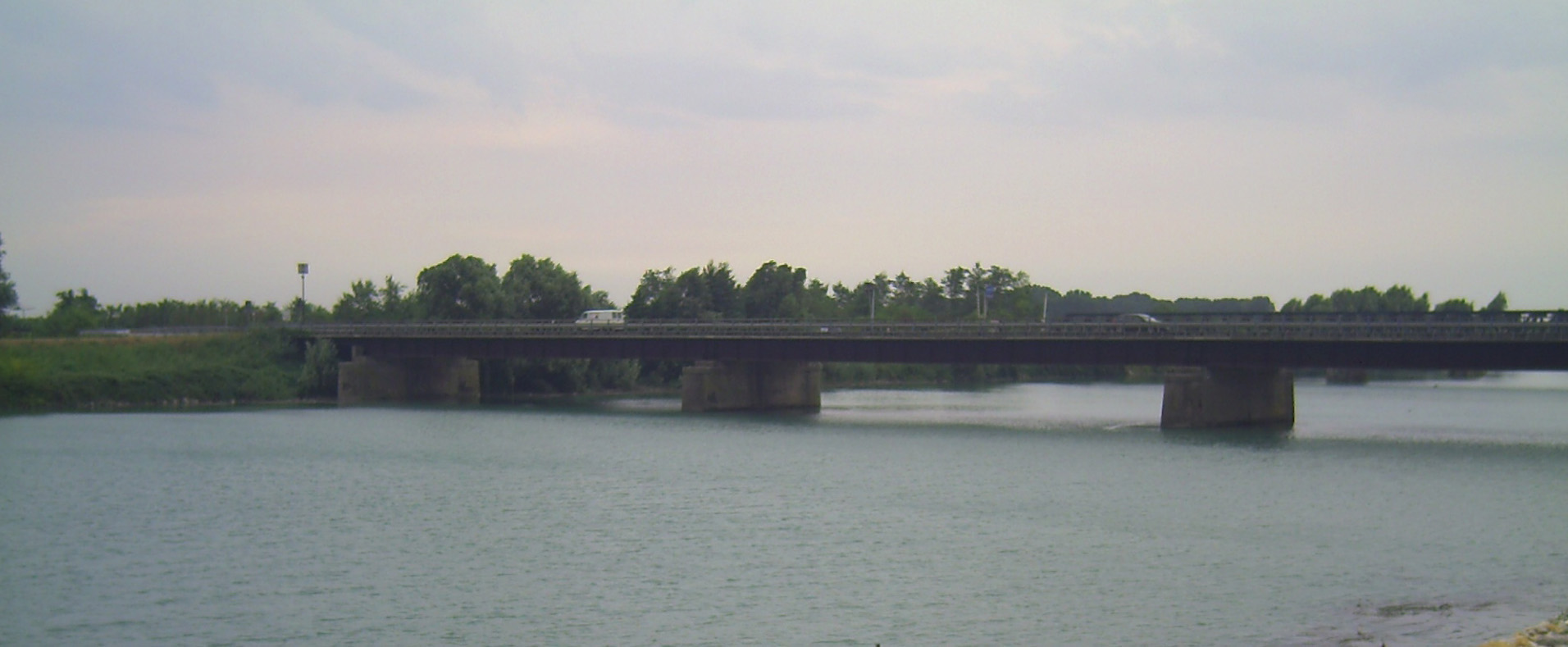
Brücke über den Etsch bei Rosolina

Rosolina ist eine nordostitalienische Gemeinde (comune) mit 6175 Einwohnern (Stand 31. Dezember 2023) in der Provinz Rovigo in Venetien. Die Gemeinde liegt etwa 35 Kilometer östlich von Rovigo und etwa 41 Kilometer südsüdwestlich von Venedig an der Mündung der Etsch in die Adria. Rosolina liegt im venetischen Teil des Parco regionale del Delta del Po in der Polesine und grenzt unmittelbar an die Provinz Venedig.

## Wirtschaft und Verkehr
Touristisch ist die Gegend sehr beliebt. Insbesondere die vorgelagerte Isola di Albarella wird gerne besucht.
Durch die Gemeinde führt die Strada Statale 309 Romea, die zugleich als Europastraße 55 ausgewiesen ist. An der Bahnstrecke von Rovigo nach Chioggia besteht eine Haltestation in Rosolina.